# Theodore and Friends
Theodore and Friends è il primo album in studio del gruppo rock nordirlandese The Adventures, pubblicato nel 1985.

## Tracce
Tutti i brani sono stati scritti da Pat Gribben, eccetto dove indicato.
Side 1
1. Always - 3:59
2. Feel the Raindrops (Pat Gribben/Terry Sharpe) - 3:47
3. Send My Heart - 3:46
4. Two Rivers - 4:29
5. Don't Tell Me (Pat Gribben/Terry Sharpe) - 4:34

Side 2
1. Another Silent Day (Pat Gribben/Terry Sharpe) - 5:06
2. When the World Turns Upside Down (Pat Gribben/Terry Sharpe) - 4:50
3. Love in Chains - 3:41
4. Lost in Hollywood - 5:10
5. These Children - 3:21